# Thomas Hampel
Thomas Hampel (* 2. April 1966 in Regen) ist ein deutscher Polizeibeamter und seit November 2020 Polizeipräsident in München.

## Leben
Der aus Niederbayern stammende Hampel begann seine Laufbahn bei der bayerischen Polizei im Jahr 1985 und übernahm nach dem Studium an der Fachhochschule für öffentliche Verwaltung und Rechtspflege (Fachbereich Polizei) verschiedene Einsatz- und Führungsfunktionen, u. a. an den Polizeipräsidien München und Oberbayern. Nach dem Studium an der Polizeiführungsakademie in Münster-Hiltrup war er ab 1999 Leiter der Polizeiinspektion Flughafen München, anschließend übernahm er verschiedene Aufgaben in der Polizeiabteilung des Bayerischen Staatsministeriums des Innern. Ab 2012 war Thomas Hampel Einsatzchef und ab 2013 auch Inspekteur der Bayerischen Polizei sowie Stellvertreter des Landespolizeipräsidenten. Ab 2016 war er zudem Vorsitzender des Unterausschusses Führung, Einsatz und Kriminalitätsbekämpfung (UA FEK) (einem Gremium der Innenministerkonferenz) und Sprecher der deutschen Einsatzchefs der Polizeien von Bund und Ländern. Als am 1. August 2018 durch Ministerpräsident Markus Söder das Bayerische Landesamt für Asyl und Rückführungen (LfAR) gegründet worden war, wurde er als dessen erster Präsident berufen.
Seit 1. November 2020 ist er Polizeipräsident in München und damit Chef des größten bayerischen Präsidiums mit rund 7000 Mitarbeitern. In seine Amtszeit fällt die disziplinar- und strafrechtliche Aufarbeitung des Drogenskandals bei der Münchner Polizei.
Hampel ist verheiratet und hat zwei Kinder.